# Краснянский, Михаил Ефимович
Михаил Ефимович Краснянский — эксперт в области экологической и техногенной безопасности, публицист, доктор химических наук, член-корреспондент Академии технологических наук Украины (2001 г.), является автором пяти учебников по экологии, около 100 научных публикаций на русском, украинском и английском языках, 4-х патентов Украины и более двадцати авторских свидетельств; представлял Украину на международных конференциях.

## Биография
Родился 4 октября 1942 года в городе Махачкала — в эвакуации из г. Сталино (ныне Донецк). Отец — Ефим Моисеевич Краснянский, архитектор, возглавлял 20 лет Сталинский (Донецкий) Государственный институт проектирования городов («Гипроград»), много лет был депутатом Сталинского, а затем Донецкого облсовета; мать — Елена Семеновна (в девичестве Элька Симха Одесская)
Закончил Донецкий политехнический институт (ДПИ, ныне ДонНТУ), химико-технологический факультет, затем был оставлен там преподавателем кафедры общей химии. 
Вел в Донбассе активную публицистическую и политическую деятельность, отстаивая демократические ценности, борясь с коррупцией и загрязнением природной среды; часто публиковался в местной печати Донецка, в киевской газете «День», в газете «Обзор» (Чикаго, США). Был одним из учредителей и руководителей Донецкой областной организации Партии Зеленых Украины.
«Между кандидатской и докторской» успел закончить Высшие курсы молодых драматургов при Министерстве культуры Украины. Его сборники новелл и эссе изданы в Украине, России, Германии, Израиле. Последние годы живет с семьей в США.

Научная деятельность
В 1969 г. (в 26 лет) защитил кандидатскую диссертацию по теоретической химии. Был организатором и капитаном первой команды КВН ДПИ. В 1971 г. был изгнан из ДПИ по указанию отдела науки и учебных заведений Донецкого обкома КПСС, причиной чего был его «антисоветский» кавээновский юмор.
Был принят старшим научным сотрудником в лабораторию химических средств пожаротушения ВНИИ горноспасательного дела (Донецк), которую затем возглавил. В процессе научных исследований впервые в мире дал полное теоретическое объяснение механизмам ингибирования пламени порошковыми аэрозолями.  В 1992 г. по этим исследованиям защитил докторскую диссертацию.
Несколько лет возглавлял частную научно-производственную компанию «Неохим», которая специализировалась на утилизации отходов. Компания получила грант правительственного фонда США «Ecolinks».
В 1999 г. вернулся в ДонНТУ и работал там профессором кафедры «Прикладная экология и охрана окружающей среды» факультета экологии и химической технологии.
Является автором свыше 100 научных публикаций на русском, украинском и английском языках, а так же неоднократно являлся участником и докладчиком на международных конференцих на экологические темы.
Индекс цитирования (Scopus citation database) - 140:
https://www.scopus.com/authid/detail.uri?authorId=14828216000
Страница (файл) Михаила Краснянского на сайте Библиотеки Конгресса США:
https://catalog.loc.gov/vwebv/search?searchArg=Krasni%EF%B8%A0a%EF%B8%A1nskii%CC%86%2C
+Mikhail&searchCode=GKEY%5E*&searchType=0&recCount=25&sk=en_US